# Georges Capdeville
Pierre Georges Louis Capdeville (Burdeos, 30 de octubre de 1899-Lesparre-Médoc, Francia, 24 de febrero de 1991), más conocido como Georges Capdeville, fue un árbitro de futbol francés que pitó la final de la Copa Mundial de Fútbol de 1938 en París entre Italia y Hungría. Es el único árbitro que ha oficiado una final de la Copa Mundial de Fútbol en su país natal.
Fue un antiguo jugador, sobre todo del Sport Bordelais. Capdeville comenzó a arbitrar en 1932, se convirtió en árbitro de la FIFA en 1936. Fue el árbitro de la final de la Copa de Francia de 1936 en el partido entre el Racing Club de París y el Charleville, y también estuvo a cargo del partido entre Yugoslavia e Inglaterra durante la última gira europea de la Asociación Inglesa de Fútbol antes del estallido de la Segunda Guerra Mundial. Se retiró de arbitrar partidos en 1945. De 1966 a 1975, fue presidente de la Liga de Fútbol de Aquitania.

## Carrera profesional
Oficio en diversas competiciones principales competiciones, entre las que se encuentran:
- Copa de Fútbol del Norte de África 1934-1935 (final)
- Copa de Francia de Fútbol 1935-1936 (final)
- Copa Mundial de Fútbol de 1938 (2 partidos incluida la final)
- Copa de Francia de Fútbol 1941-1942 (final)
- Copa de Francia de Fútbol 1944-1945 (final)